# Хенайз, Карл Гордон
Карл Го́рдон Хе́найз (англ. Karl Gordon Henize; 1926—1993) — астронавт США, астроном, доктор философии. Входил в команды поддержки экипажа космического корабля «Аполлон-15» и всех трёх экипажей орбитальной станции Скайлэб. В июле — августе 1985 года совершил космический полёт на шаттле «Челленджер» (миссия STS-51-F). На тот момент стал самым пожилым человеком, слетавшим в космос (58 лет). Автор и соавтор более 70 научных статей по астрономии. Его именем назван целый ряд открытых им и занесённых в каталог планетарных туманностей, например, Туманность Скат (Henize 1357) и туманность Henize 206. Скончался от отёка лёгких во время восхождения на Эверест.

## Образование и учёные степени
Карл Хенайз родился 17 октября 1926 года в Цинциннати, штат Огайо, но вырос на ферме своих родителей на берегу реки Майами. Окончил начальную школу в городе Плейнвилл (англ. Plainville), Огайо. Учёбу в средней школе в городе Мэримонт (англ. Mariemont), штат Огайо, не завершил. После вступления США во Вторую мировую войну он решил вместо школьного образования пройти обучение по программе подготовки офицеров Военно-морских сил (англ. Navy V-12 Program). (После окончания войны стал резервистом ВМС США, имел звание капитана 3-го ранга ВМС).
В 1947 году окончил Университет Виргинии и получил степень бакалавра искусств по математике. В 1948 году в том же университете получил степень магистра искусств по астрономии. В 1954 году в Мичиганском университете защитил диссертацию на соискание учёной степени доктора философии по астрономии).

## Профессиональная деятельность
В 1948—1951 годах Карл Хенайз работал в обсерватории Мичиганского университета, проводил спектроскопические наблюдения звёзд и туманностей в обсерватории в городе Блумфонтейн в Южно-Африканском Союзе (ныне — Южно-Африканская Республика). В 1954 году работал в обсерватории Маунт Вилсон в Пасадине, в Калифорнии.
С 1956 по 1959 год был главным астрономом Смитсонианской астрофизической обсерватории. Одной из его работ было создание сети станций для оптических наблюдений за искусственными спутниками Земли.
В 1959 году стал доцентом, а в 1964-м — профессором факультета астрономии Северо-западного университета в Эванстоне, штат Иллинойс. В 1961—1962 годах проводил наблюдения в обсерватории Маунт Стромло в Канберре, в Австралии.
Принимал участие в разработке программы астрономических исследований, которые проводились во время пилотируемых космических полётов. Был главным разработчиком эксперимента S-013, проведённого в ходе полётов кораблей «Джемини-10», «Джемини-11» и «Джемини-12». Он также был основным разработчиком эксперимента S-019, который проводился на орбитальной станции «Скайлэб». Оба эксперимента были связаны с изучением ультрафиолетового спектра звёзд.
С 1974 по 1978 год работал в группе разработчиков ультрафиолетового телескопа «Старлэб» (англ. Starlab), который предполагалось использовать на борту лабораторного модуля «Спейслэб». В 1978—1980 годах участвовал в создании широкоугольного телескопа для лабораторного модуля «Спейслэб». С 1979 по 1986 год был председателем рабочей группы Международного астрономического союза по вопросам использования телескопов Шмидта для наблюдения неба в глубоком ультрафиолетовом диапазоне.
После ухода из отряда астронавтов в 1986 году остался на работе в НАСА в качестве главного научного сотрудника Отделения космической физики в Дирекции космических наук и наук о жизни Космического центра имени Линдона Джонсона. Хенайз разрабатывал эксперименты для орбитальной станции. Кроме того, он работал в группе, занимавшейся оценкой опасности космического мусора для реализации космических программ.

## Работа в НАСА
В 1965 году подал заявку в НАСА, которое объявило о наборе учёных-астронавтов. Ему ответили, что он уже не подходит по возрасту. Однако через два года, в августе 1967-го, он всё-таки был принят. После зачисления в отряд астронавтов вместе со своим более молодым коллегой Джозефом Алленом был направлен на 53-недельную лётную подготовку на базу ВВС США Вэнс в Оклахоме. При этом он установил возрастной рекорд, став самым старшим курсантом, — ему было уже 42 года.
Входил в резервный экипаж корабля «Аполлон-15» (четвёртая высадка на Луну) в качестве пилота командного модуля, в дублирующий экипаж «Аполлон-18» (в том же качестве), а затем в основной экипаж нереализованного полёта «Аполлон-20» (в том же качестве).
Был также членом команд поддержки экипажей всех трёх экспедиций на орбитальную станцию «Скайлэб». После начала работ по программе Спейс шаттл прошёл подготовку к полётам в качестве специалиста полёта. Принимал участие в проводившемся в 1977 году эксперименте ASSESS-2 по наземному моделированию работы в орбитальном лабораторном модуле «Спейслэб». Параллельно с подготовкой к полётам продолжал свои астрономические исследования, в качестве профессора-адъюнкта читал лекции в Техасском университете в Остине и совершенствовал свои лётные навыки на учебном реактивном самолёте Т-38. Своего первого и единственного полёта в космос он ожидал 18 лет.

## Полёт в космос

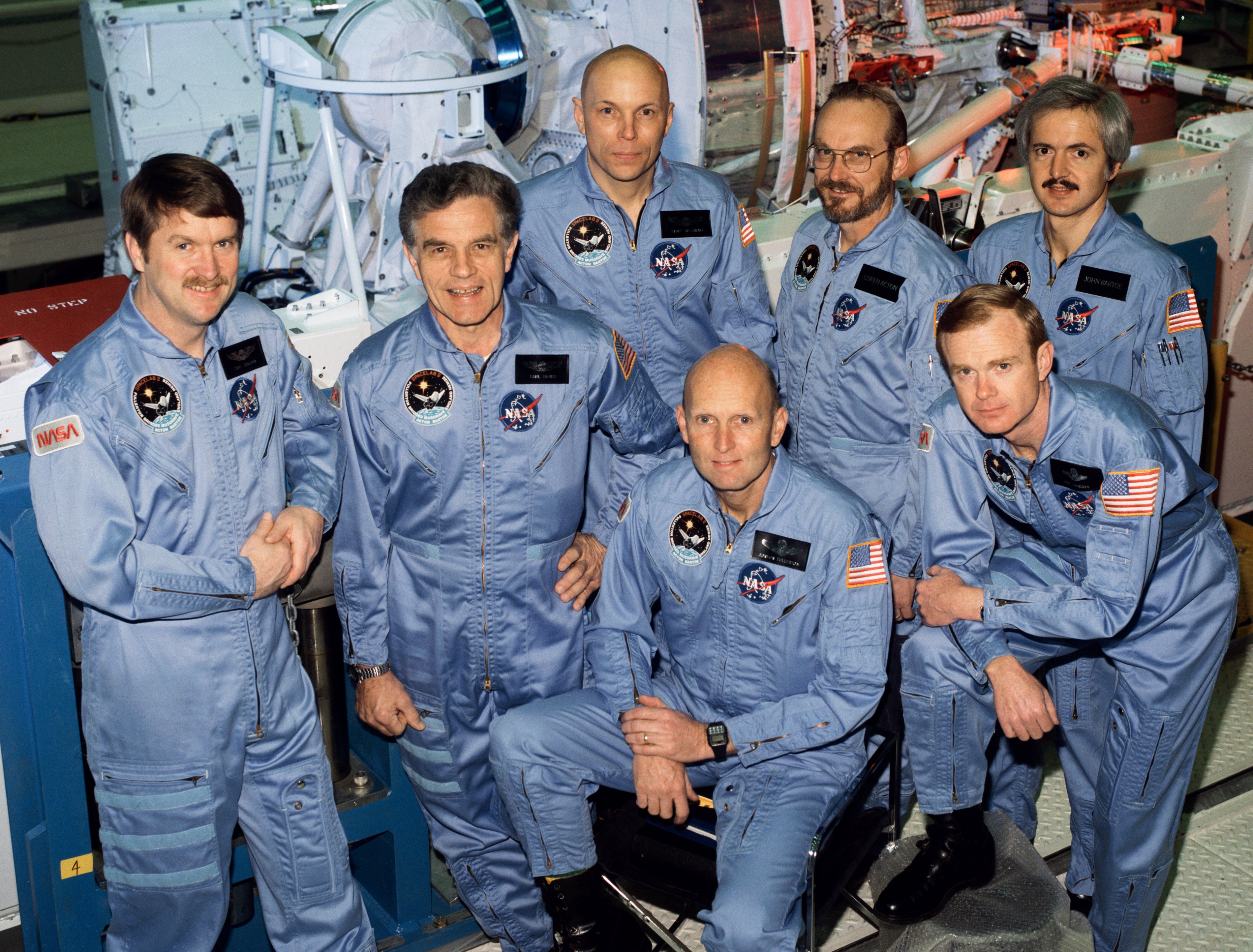
Экипаж STS-51-F. Слева направо в первом ряду (преклонили колена): Чарльз Фуллертон (командир) и. Стоят слева направо: Энтони Ингленд, Карл Хенайз, Стори Масгрейв, Лорен Эктон и Джон-Дэвид Бартоу

Летом 1985 года осуществил космический полёт на шаттле «Челленджер» (миссия STS-51-F). Первая попытка запуска оказалась неудачной. Главный двигатель был автоматически отключён всего за секунду до старта. Двигатели двух твердотопливных ракетных ускорителей ещё не работали. (Зажигание в них происходит в момент старта, и после этого заглушить их уже невозможно). Корабль остался на стартовом столе, но несколько минут сильно вибрировал и дрожал. Через две недели, 29 июля 1985 года «Челленджер» всё-таки взлетел. Это был 19-й полёт по программе Спейс шаттл и 8-й полёт «Челленджера». Через несколько минут после старта из-за перегрева автоматически отключился один из трёх главных двигателей. Вскоре по той же причине чуть было не отключился и второй главный двигатель. Если бы это произошло, шаттл пришлось бы аварийно сажать в международном аэропорту Мадрида. Но миссию спас один из диспетчеров на Земле, который посчитал, что датчики температуры неисправны, и отключил их. Корабль благополучно вышел на околоземную орбиту, которая оказалась немного ниже запланированной.
Эта миссия стала первой, в которой использовался только «поддон» лабораторного модуля «Спейслэб», и первой, в которой была применена система нацеливания приборов лабораторного модуля «Спейслэб» (англ. Spacelab Instrument Pointing System). Поддон модуля был оборудован 13 научными приборами. Из них 7 предназначались для проведения астрономических наблюдений и экспериментов, 3 для изучения земной ионосферы, 2 для экспериментов в области наук о жизни и 1 — для изучения свойств сверхжидкого гелия. Карл Хенайз отвечал за испытания системы нацеливания приборов лабораторного модуля, работу системы дистанционного манипулятора, поддержание работы систем лабораторного модуля и астрономические эксперименты.
Этот полёт «Челленджера» стал первым и единственным полётом шаттла, в котором астронавты взяли с собой на орбиту бутылки с «Кока-колой» и «Пепси-колой». Из-за невесомости и отсутствия холодильника они не смогли в полной мере насладиться напитками, но немного развлекли себя плавающими шарами из «Пепси» и «Колы».
Совершив 126 витков вокруг Земли, «Челленджер» приземлился на базе ВВС США Эдвардс в Калифорнии. Полёт продолжался 7 суток 22 часа 46 минут и 21 секунду. В следующем, 1986 году, Карл Хенайз ушёл из отряда астронавтов.

## Самый пожилой новичок в космосе
Слетав в космос в возрасте 58 лет, стал самым пожилым, на тот момент, человеком, совершившим космический полёт. Несколько лет он удерживал этот рекорд, который был отмечен в Книге рекордов Гиннесса. Затем его достижение превзошли: в 1990 году Вэнс Бранд (4-й космический полёт в возрасте 59 лет), в 1996-м Стори Масгрейв (6-й космический полёт в возрасте 61 года) и в 1998 году — Джон Гленн (2-й космический полёт в возрасте 77 лет). Однако Карл Хенайз продолжает удерживать рекорд как самый пожилой новичок в космосе.

## Гибель на Эвересте
В начале 1993 года получил приглашение совершить восхождение на Эверест в составе британской экспедиции. Он согласился, потому что Эдмунд Хиллари, первый человек, покоривший высочайшую вершину в 1953 году, был одним из его кумиров. В середине сентября 1993-го прилетел в Тибет (восхождение было намечено осуществить по северному склону) и присоединился к экспедиции. На второй день после того, как альпинисты поднялись на высоту примерно 6705 метров (22 000 футов) и разбили передовой лагерь, у него начались симптомы высотного отёка лёгких. Больного было необходимо срочно эвакуировать вниз, в базовый лагерь. Но, несмотря на предпринятые усилия, члены экспедиции не успели. В ночь на 5 октября 1993 года Карл Хенайз скончался. Он похоронен на высоте 5486 метров, чуть выше ледника Чангсте. О случившемся родственники узнали через трое с половиной суток.

## Награды
- Медаль НАСА «За исключительные научные достижения» (1974 год)[2].
- Медаль НАСА «За космический полёт»[3].
- Премии НАСА «За коллективные достижения» (1971, 1974, 1975 и 1978 годы)[2].

## Членство в организациях
Был членом:
- Американского астрономического общества;
- Британского королевского астрономического общества;
- Тихоокеанского астрономического общества;
- Международного астрономического союза[2].